# Dover (Delaware)
Dover város az USA Delaware államának fővárosa, és az állam Kent megyéjének székhelye. Lakosainak száma 39 403 fő (2020).

## Története
Mielőtt az első fehérember megérkezett volna erre a területre, a Lenape indiánok éltek a Delaware folyó mentén. Az a terület ahol most Dover városa áll egy nagyobb terület része volt, amit Zwaanendael-nek hívtak, Holland telepesek egy csoportja szeretet volna letelepedni a területen, de egy félreértés következtében 1631- ben a kolónia tagjait egy helyi indián törzs lemészárolta. Az 1670-es években a Brit telepesek elkezdtek letelepedni a St. Jones folyó völgyében. 1680 június 21-én York hercege megalapította St Jones megyét ,amely William Penn- hez került 1682 Augusztus 24-én, és az újonnan alapított Delaware kolóniájának része lett. 1683- ban Penn megbízást adott, hogy mérjék ki egy város alapjait. 1697- ben építettek egy törvényszéki épületet, de a telkeket csak 1717 -ben kezdték el kimérni egy központi zöld terület körül, addigra az őslakos amerikaiak nagy része kénytelen volt máshová költözni. A különböző mesteremberek osztoztak a területen a köztisztviselőkkel és a lakosokkal, néhány kocsma és szállás is volt. Az 1742-es közgyűlési törvény rendelkezett egy piactér létrehozásáról. Egy 1751-es népszámlálás szerint Kent megyében már 1320 család lakott. 1777-ben Dover Delaware állam székhelye lett, nagy részben azért mert a támadásoktól biztonságosabbnak ítélték mint a régi székhelyet New Castle-t. 10 évvel később egy doveri kocsmában a Delaware egyezmény ratifikálta a szövetségi alkotmányt, így Delaware az első államként vált ismertté, aki ratifikálta az alkotmányt. 1720 és 1770 között számos szép ház épült Doverben és környékén ezek közül néhány még ma is áll. 1829- ben megalakították a városi tanácsot, és egyike lett a legkisebb állam székhelyeknek. A 18. században Kent megye fontos mezőgazdasági terület volt, amely gabonát, gyümölcsöt és zöldséget szolgáltatott a kontinentális hadseregnek. Azonban a rossz gazdálkodási gyakorlat következtében a termelékenység jelentősen csökkent. A Delaware vasútvonal 1856-ban Dover felé való meghosszabbítása lehetővé tette a Kent megyei gazdák számara, hogy elérjék az országos piacot. A polgárháború idején a talaj helyreállt és a mezőgazdaság erősebb lett mint valaha. A gazdák műtrágyát alkalmaztak, és egyedi módszert fejlesztettek ki a barack oltására. Csak pár évvel később két ember Richardson és Roberts megnyitotta konzervgyárát és ezt több gyár követte. Jelenleg a konzervipar Dover és Kent megye fő iparága. A polgárháború idején a 19. század közepén Doverben mindkét oldal támogatói megtalálhatóak voltak. Voltak akik szenvedélyesen támogatták a szövetségi kormányt, és voltak akik harcolni akartak a déli életforma megtartásáért. Az 1862-es és 1864-es választások alatt szövetségi katonák érkeztek a városba, hogy megvédjék a szavazókat. A polgárháború utáni években Dover folytatta a növekedést bevezették az elektromos áramot. Az építés fellendülésével a postával és új bírósági épülettel bővült a város. 1873-ban megnyílt a Wilmington Conference Academy, napjainkban Wesley College. 1933 -ban megalkották a Capitol Squart és a törvényalkotási terem az állam közgyűlésének székhelye lett. Létrehozták a Capitolium Complexet melyek összhangban van a régi épületekkel. 1937-ben nyilt meg a város első nem mezőgazdasági jellegű cége az International Latex , napjainkban Playtex amely jelentős foglalkoztatója a térségnek.

## Földrajz
Az Amerikai Népszámlálási Hivatal adatai alapján a város területe 59 négyzetkilométer, melyből 58 négyzetkilométer szárazföld, 0,78 négyzetkilométer víz.
A város átlagos tengerszint feletti magassága 30 láb / 9 m

## Éghajlat
A város éghajlatát a viszonylag magas hőmérséklet, és az egész évben egyenletesen eloszló csapadék jellemzi, ez az éghajlat típus a kontinens keleti oldalán található, a 20 és a 35 szélességi fokok között. Nyáron ezek a területek nagyrészt nedves, tengeri légáramlásnak vannak kitéve, a hőmérséklet magas így ez fülledt meleg éjszakákhoz vezet. Nyáron általában valamivel több csapadék esik mint télen. Nyáron a csapadék fölég konvekciós zivatarokból származik.
Ez a fajta klíma a Köppen-féle éghajlatosztályzás szerint   Cfa - Nedves szubtrópusi klíma
Az évi átlagoshőmérséklet: 13,4 celsiusfok
A legmelegebb hónap a Július: 25 celsiusfokos átlagoshőmérséklettel, a leghidegebb a Január: 1.8 celsiusfok.
A legnagyobb hőmérsékletet Júliusban mérték: 40 celsiusfok
A legalacsonyabbat pedig Februárban: -23,9 celsiusfok
Az átlagos évi csapadékmennyiség: 1135,4 mm. A legtöbb Augusztusban van 124,5 mm, a legkevesebb Februárban: 76,2 mm
Az átlagos csapadékos napok száma: 110 nap/év. A legtöbb Májusban: 11 nap, a legkevesebb Szeptemberben: 8 nap

## Demográfia
Dover lakossága (becsült) 2018-ban 38 079 fő, az utolsó hivatalos népszámlálási adat szerint 2010-ben ez a szám 36 047 volt.
A lakosság etnikai megoszlása:
- Afro-amerikai: 43,5%,
- Fehér: 40,9%,
- Latin-Amerikai: 7,5%
- egyéb: 4,9%
- Ázsiai: 2,2%
- Indián: 1%

Az egy főre jutó bevétel 24 968 $ volt, ez kisebb mint az amerikai átlag (31 177 $), az egy háztartásra jutó közepes bevétel: 49 714 $ (57 652 $).
A lakosok 22,2%-a él a szegénységi küszöb alatt.
A lakosság kor szerinti megoszlása:
- 5 év alatt: 7,2%
- 5-17 év között: 14,5%
- 18-24 év között: 19,5%
- 25-34 év között: 14,9%
- 35-54 év között: 20,3%
- 55-64 év között: 9,7%
- 65 év felett: 13,9%

Nagyon magas a bűnözési ráta az 1000 lakosra vetített bűncselekmények alapján:
- Erőszakos bűncselekmények: 8,11, az amerikai átlag : 4
- Vagyon elleni bűncselekmény: 49,84, az amerikai átlag: 24
- Az egy négyzetmérföldre eső bűncselekmények száma: 94, az amerikai átlag: 31,1[8]

## Közlekedés
A város mellett halad el az 1-es számú Delaware állami út (fizetős), valamint a US13-as állami autópálya, melynek ALT 13-as jelzésű ága áthalad a városközponton. A városban a vonatközlekedés megszűnt, már csak helyi teherszállításra használják a vonalat, régebben az Amtrak amerikai vasúttársaság indított napi egy járatot, de ma ez már nem közlekedik. A Greyhound busztársaság New York- Norfolk(Virginia) városok közötti járat áll meg, amit azok is használhatnak, akik vonattal utaznának Dover és Willmington között, ahol a legközelebbi vasútállomás található.
A városban a helyi közlekedést a DART First State vállalat biztosítja 8 járattal ezek mindegyike a városi közlekedési központból indul és oda is tér vissza.
- 101 járat : Dover Transit Center-Walker Road/Dover High School-Dover Transit Center
- 102 járat : Dover Transit Center-Gateway West-Dover Transit Center
- 104 járat: Dover Transit Center-Camden Walmart-Dover Transit Center
- 105 járat: Dover Transit Center-Gateway South/Dover AFB-Dover Transit Center
- 107 járat: Dover Transit Center-Luther Village-Dover Transit Center
- 108 járat: Dover Transit Center-East Dover-Dover Transit Center
- 109 járat: Dover Transit Center-Dover Mall-Dover Transit Center
- 112 járat: Dover Transit Center-Del Tech-Dover Transit Center[10]

Wilmington (Delaware)

## Közigazgatás
A várost egy kilenctagú képviselő testület plusz a polgármester irányítja. A testület nyolc tagját, a város négy körzetéből választják meg, egy tag és a polgármester az egész város szavazatai alapján kerül megválasztásra. A képviselő testület válassza meg a városi hivatalnokokat, akik munkájukról a képviselő testületnek jelentenek. A polgármester jelöli ki a rendőrfőnököt. Létrehoznak több bizottságot, amelynek tagjai lehetnek külsős személyek, de a vezetőjének képviselőnek kell lenni, ezek a bizottságok javaslatokkal segítik a képviselő testület munkáját.
A város jelenlegi polgármestere ( 2023 májusáig) : Robin R. Christiansen.

## Nevezetességek
Doverben van az delaware-i állami törvényhozás épülete, a Delaware-i Állami Egyetem, a Wesley College és az Egyesült Államok légierejének doveri légibázisa.